# Hôtel de Vic

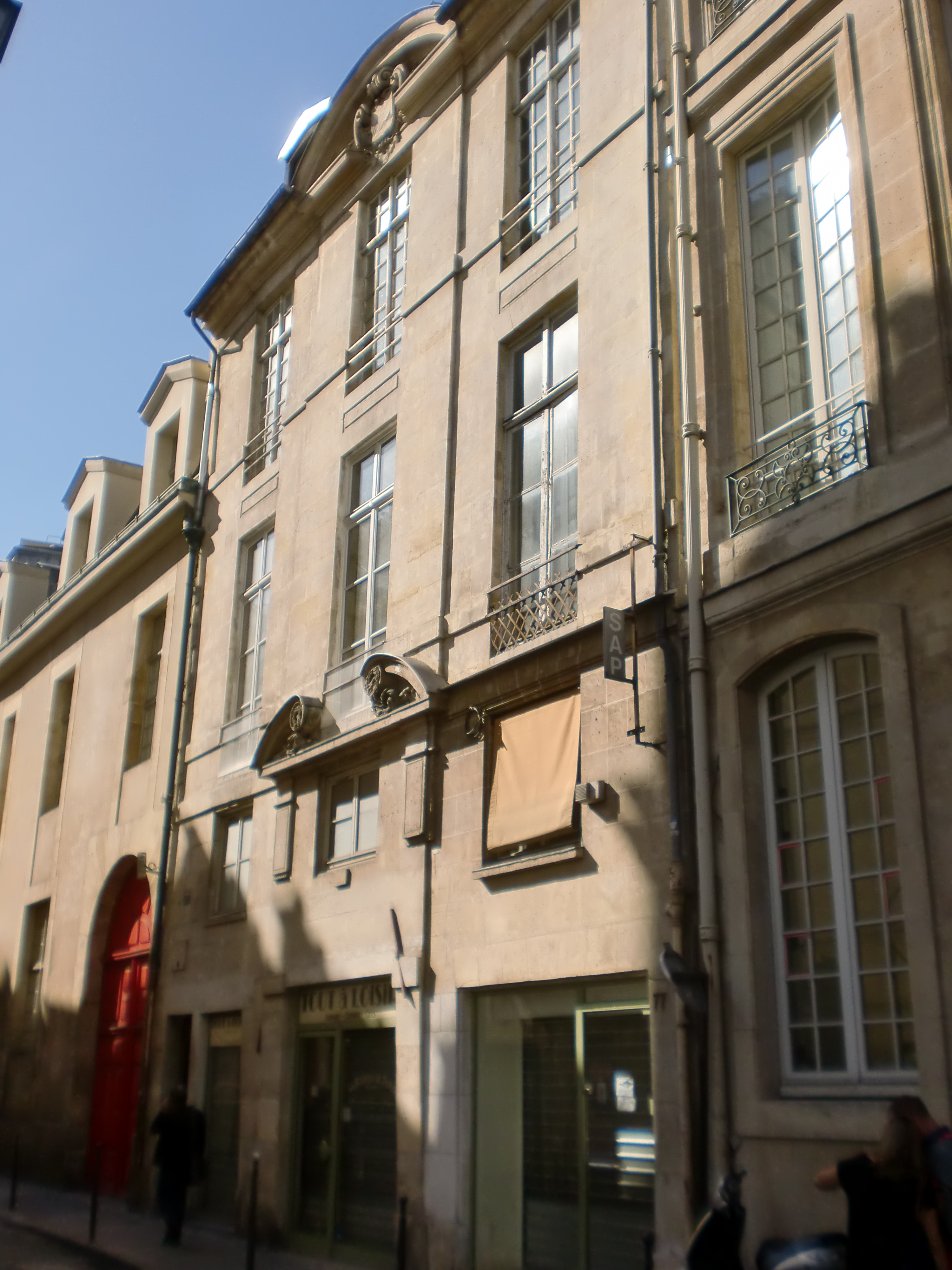
Hôtel de Vic in Paris (2012)

Das Hôtel de Vic in Paris, der französischen Hauptstadt, ist ein Hôtel particulier im 3. Arrondissement. Im Jahr 1974 wurde der Stadtpalast an der Rue du Temple Nr. 77 als Monument historique in die Liste der Baudenkmäler in Frankreich aufgenommen.
Das dreigeschossige Haus wurde im 17. Jahrhundert errichtet. Es besitzt einen kaum sichtbaren Mittelrisalit, der über dem Portal einen gesprengten Giebel und als oberen Abschluss einen Rundbogen mit Wappen aufweist.